# Louis Cottereau
Louis Cottereau (Angers, 11 de febrer de 1869 - Dijon, 21 de setembre de 1917) va ser un ciclista francès, que va córrer entre 1888 i 1893. La seva principal victòria fou la Bordeus-París de 1893.

## Palmarès
- 1889
  - 1r al Gran Premi d'Angers
- 1890
  - Campió de França en pista d'esprint
  - 1r al Gran Premi d'Angers
- 1891
  - 1r al Gran Premi d'Angers
- 1893
  - 1r a la Bordeus-París